# Panurgus perezi
Panurgus perezi är en biart som beskrevs av Saunders 1882. Panurgus perezi ingår i släktet fibblebin, och familjen grävbin. Inga underarter finns listade i Catalogue of Life.